# 링크 (웹 브라우저)
링크(Links)는 풀다운 메뉴 시스템을 제공하는 오픈 소스 문자열 및 그래픽 웹 브라우저이다. 표와 프레임을 포함한 HTML 4.0을 부분 지원하고, 다중 문자열 세트를 지원하며, UTF-8을 포함하는 등 복잡한 페이지를 표시해 준다. 또, 컬러와 모노크롬 터미널을 지원하고 수평 스크롤을 허용한다.

## 같이 보기
- 링크스 (웹 브라우저)